# Erhard (Minnesota)
Erhard es una ciudad ubicada en el condado de Otter Tail en el estado estadounidense de Minnesota. En el Censo de 2010 tenía una población de 148 habitantes y una densidad poblacional de 101,86 personas por km².

## Geografía
Erhard se encuentra ubicada en las coordenadas 46°28′54″N 96°5′46″O / 46.48167, -96.09611. Según la Oficina del Censo de los Estados Unidos, Erhard tiene una superficie total de 1.45 km², de la cual 1.41 km² corresponden a tierra firme y (3.03%) 0.04 km² es agua.

## Demografía
Según el censo de 2010, había 148 personas residiendo en Erhard. La densidad de población era de 101,86 hab./km². De los 148 habitantes, Erhard estaba compuesto por el 97.97% blancos, el 0% eran afroamericanos, el 2.03% eran amerindios, el 0% eran asiáticos, el 0% eran isleños del Pacífico, el 0% eran de otras razas y el 0% pertenecían a dos o más razas. Del total de la población el 0% eran hispanos o latinos de cualquier raza.

### Evolución demográfica
| 1950 | 1960 | 1970 | 1980 | 1990 | 2000 | 2010 | est. 2015 |
| ---- | ---- | ---- | ---- | ---- | ---- | ---- | --------- |
| 145  | 150  | 148  | 194  | 181  | 150  | 148  | 148       |

## Localidades adyacentes
El diagrama siguiente presenta las localidades en un  radio de 28 km alrededor de Erhard.